# 杉山裕子
杉山 裕子（すぎやま ゆうこ、1975年1月11日 - ）は、日本のナレーター。愛知県出身。シグマ・セブン所属。

## 来歴
短大卒業後、1997年に名古屋タレントビューローに所属。同年に中京テレビへ出向し、2004年3月31日まで同局の契約アナウンサーを務めた。
中京テレビとの契約の終了後、同年4月にシグマ・セブンへ移籍し、活動拠点を関東地方へと移した。元々名古屋タレントビューロー時代から、ナレーターとしての活動が主であり、事務所の移籍後はナレーター専業で活動している。

## 現在の担当番組

### シグマ・セブン
- NHKプレマップ（NHK、ナレーター）
- スッキリ!! （日本テレビ、月曜・水曜メインナレーター）
- よゐこのKIDSぱらだいす! （キッズステーション）
- 山本麗子の幸福なキッチン（LaLa TV）
- ザ・ドキュメンタリー（テレビ東京）
- 岩合光昭の世界ネコ歩きmini （NHK、ナレーター）
- でんぱの神神（BS朝日、ナレーター）
- ほか

## 過去の担当番組

### 名古屋タレントビューロー
- NNNドキュメント（日本テレビ、中京テレビ制作分のみ）
- 中京テレビニュースプラス1 （中京テレビ、ナレーター）
- SPORTS STADIUM （中京テレビ、ナレーター）
- ろみひー（中京テレビ、ナレーター）
- 感動!チューボー隊が行く!! （中京テレビ、ナレーター）
- PS （中京テレビ、ナレーター）
- ルートf （中京テレビ、ナレーター）
- ほか

### シグマ・セブン
- これが世界のスーパードクター（TBS）
- バニラ気分! マツケン・今ちゃん・オセロのGO!GO!サタ（フジテレビ、ナレーター）
- 失恋保険〜女の安心保障〜（テレビ東京）
- 趣味悠々 ペーパークラフトを楽しもう! （NHK、ナレーター）
- トヨタECOスペシャル 奇跡の海を行く! 僕たちの地球大航海（中京テレビ、ナレーター）